# 小熊國

小熊國標誌

小熊國（英語：Teddy Bear Kingdom，2002年8月9日—2005年3月）位於香港九龍尖沙咀新世界中心名店城地下商場（毗鄰香港太空館），是香港首個以泰迪熊（Teddy Bear）為主角的香港室內遊樂場。小熊國於2002年8月9日開幕，總面積約6,500平方公呎，現已結業。

## 設施

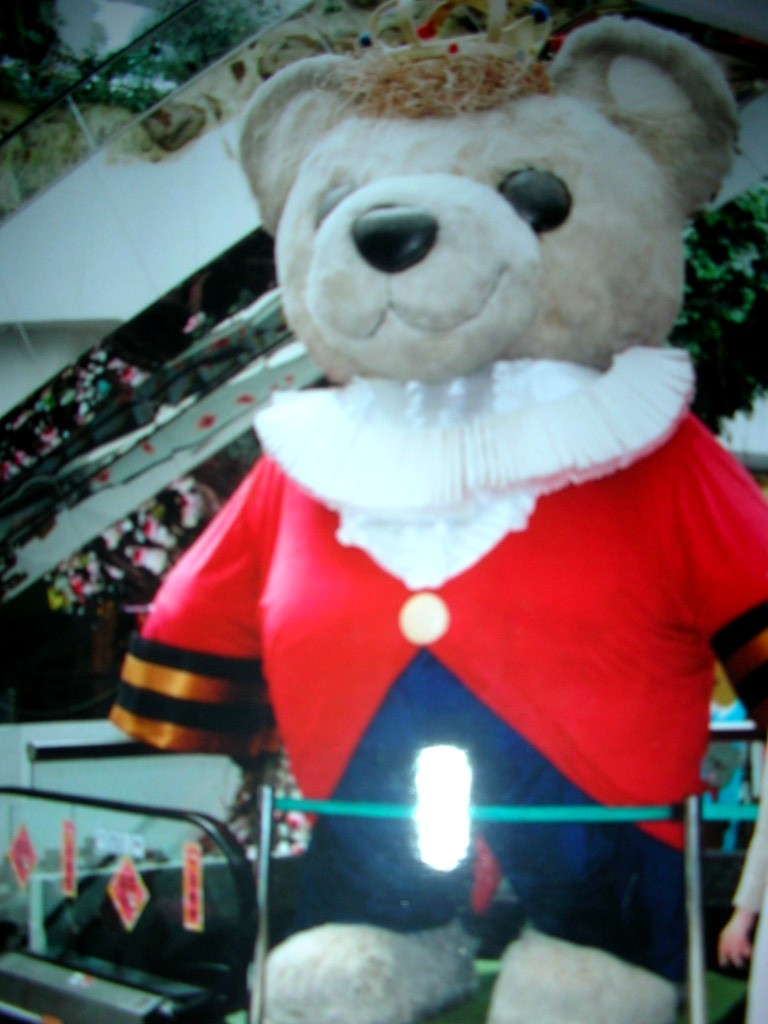
小熊國內巨形泰迪熊像

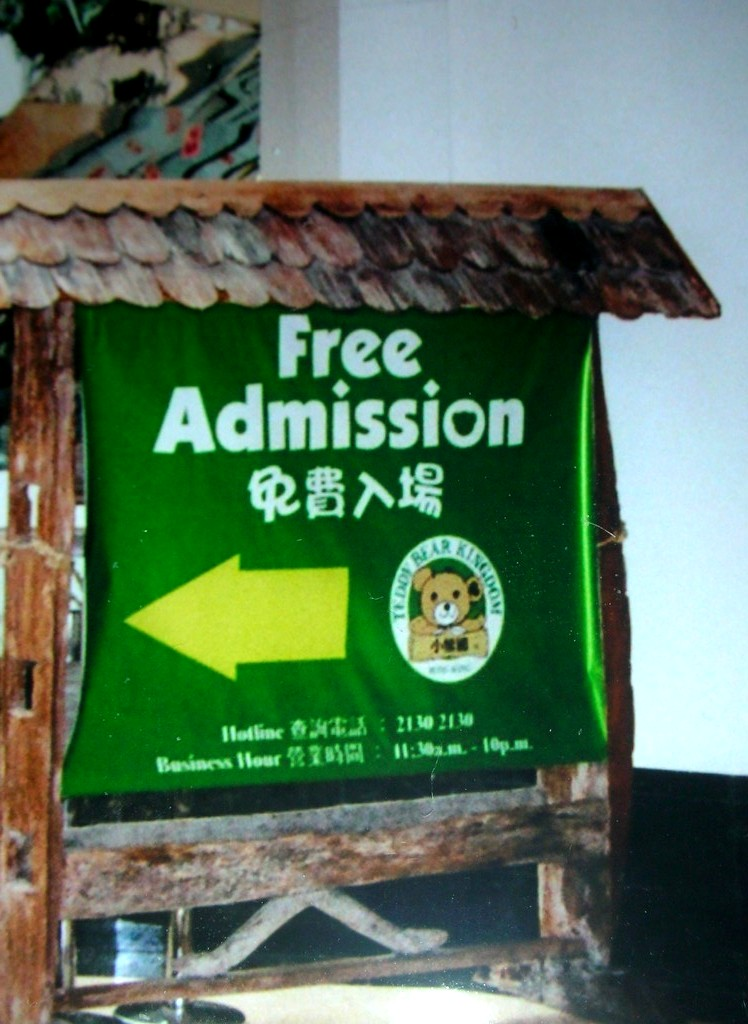
小熊國入口指示板

小熊國以大自然、森林為主題，中心位置放置了一棵「願望樹」，樹下以樂隊表演造型的小熊為裝飾，並在指定時間上演「小熊劇場」。場內其他區域劃分為五個主題區：
- 小熊博物館：香港唯一以Teddy Bear（泰迪熊）為主題的博物館，收藏世界各地製作的小熊布偶，並介紹Teddy Bear（泰迪熊）的歷史和文化。
- 小熊搖藍屋：參觀者可以人手製作一個Teddy Bear（泰迪熊）布偶，並領「出生證明書」
- 啤啤大笪地：美食區
- 忘憂林娛樂天地：設有各種機動遊戲和兒童益智遊戲設備，還可在遊戲中集齊一套小熊卡。
- 尋寶洞：售賣Teddy Bear（泰迪熊）紀念品

## 費用
開幕初期整個室內遊樂場均需收費，收取50元入場費，之後每項遊戲也要收費。到了2003年SARS爆發後，除小熊博物館外其他主題區免費。小熊博物館費用為成人50元、兒童(3-11歲)及長者(65歲或以上)25元、持學生證者5%折扣優惠，3歲以下小童免費。

## 結業
小熊國於2005年3月結業，原址曾改建為崇光百貨尖沙咀分店。崇光百貨於2014年2月12日撤出，新世界發展隨即拆卸原來名店城的範圍，與旁邊的新世界中心一同重建為Victoria Dockside。